# Grace Rolek
Grace Sakura Rolek (Burbank, 10 de octubre de 1997) es una actriz, actriz de voz y cantante estadounidense. Es conocida por darle voz a Connie Maheswaran en Steven Universe, así como por aparecer en Happiness Is A Warm Blanket, Charlie Brown y Final Fantasy VII: Advent Children. También hace voces en Cloudy with a Chance of Meatballs, Kung Fu Panda: los secretos de los cinco furiosos y Dr. Seuss' Horton Hears a Who!.

## Vida personal
Rolek nació el 10 de octubre de 1997 en Burbank, California, y comenzó su carrera en la actuación de voz en 2004.

## Filmografía
| Año          | Título                                            | Papel             | Notas         |
| ------------ | ------------------------------------------------- | ----------------- | ------------- |
| 2004         | George Lopez                                      | Sara              |               |
| 2004         | Mulan 2                                           |                   | Directo a DVD |
| 2005         | Tarzán 2                                          |                   | Directo a DVD |
| 2005         | Lilo & Stitch 2: Stitch Has a Glitch              | Voces adicionales | Directo a DVD |
| 2005         | Final Fantasy VII: Advent Children                | Marlen Wallace    | Videojuego    |
| 2005         | Kronk's New Groove                                |                   |               |
| 2006         | Dirge of Cerberus: Final Fantasy VII              |                   |               |
| 2007         | Meet the Robinsons                                |                   |               |
| 2006-2008    | Lou and Lou: Safety Patrol                        | Louise            | 18 episodios  |
| 2008         | Dr. Seuss' Horton Hears a Who!                    | Voces adicionales |               |
| 2008         | Kung Fu Panda: los secretos de los cinco furiosos | Conejo tímido     |               |
| 2008         | Handy Manny                                       | Nelson            |               |
| 2009         | Special Agent Oso                                 | Molly             |               |
| 2009         | Cloudy with a Chance of Meatballs                 | Voces adicionales |               |
| 2011         | Happiness Is A Warm Blanket, Charlie Brown        | Lucy Van Pelt     |               |
| 2012         | Guild Wars 2                                      | Helena            | Videojuego    |
| 2013-present | Steven Universe                                   | Connie Maheswaran | Protagonista  |
| 2015         | So Wildly                                         | Chløe             |               |